# Mannila (Jyväskylä)
Mannila est un quartier de Jyväskylä en Finlande.

## Description
Mannila fait partie du district de Kantakaupunki.

## Lieux et monuments

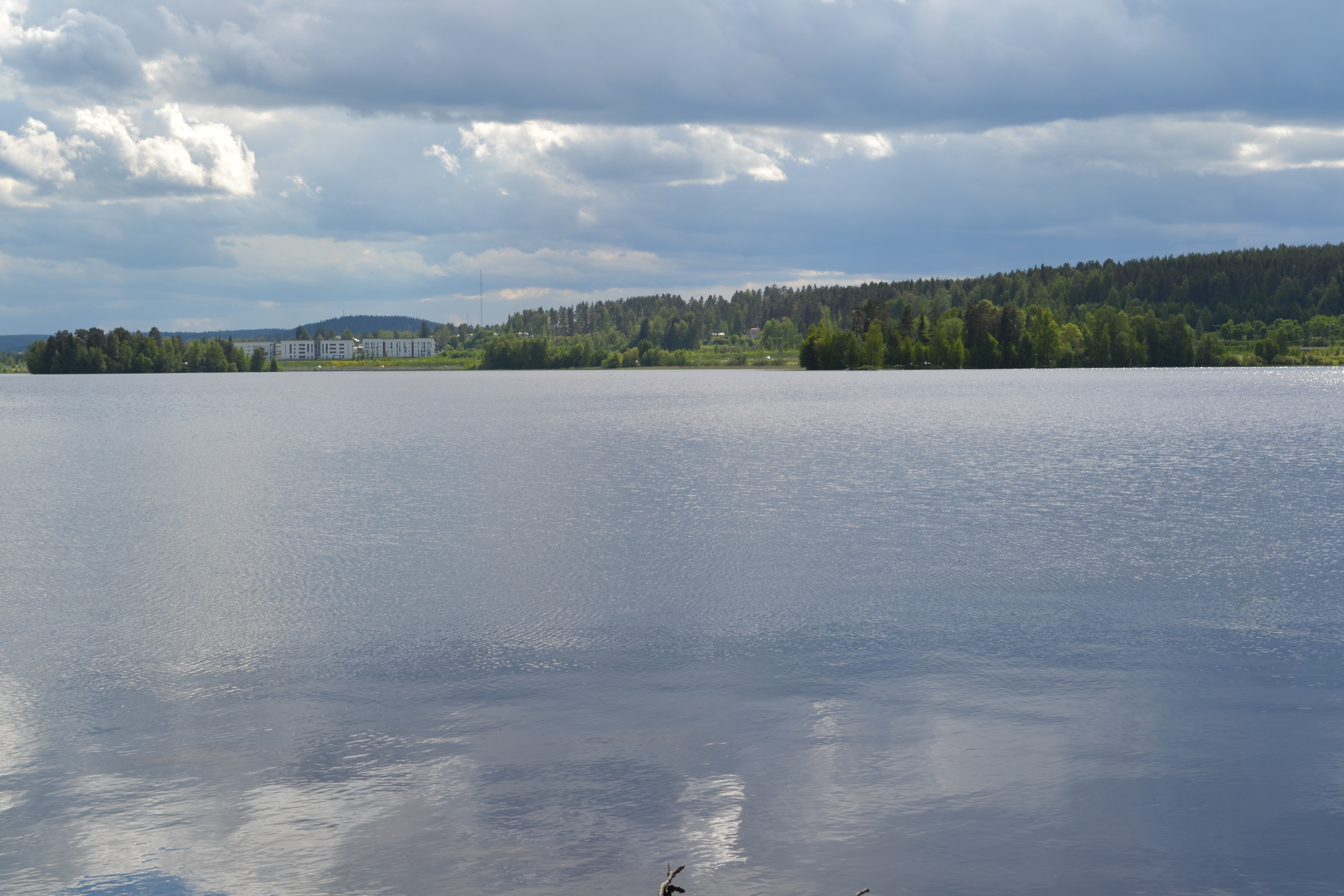
Lac Palokkajärvi2.
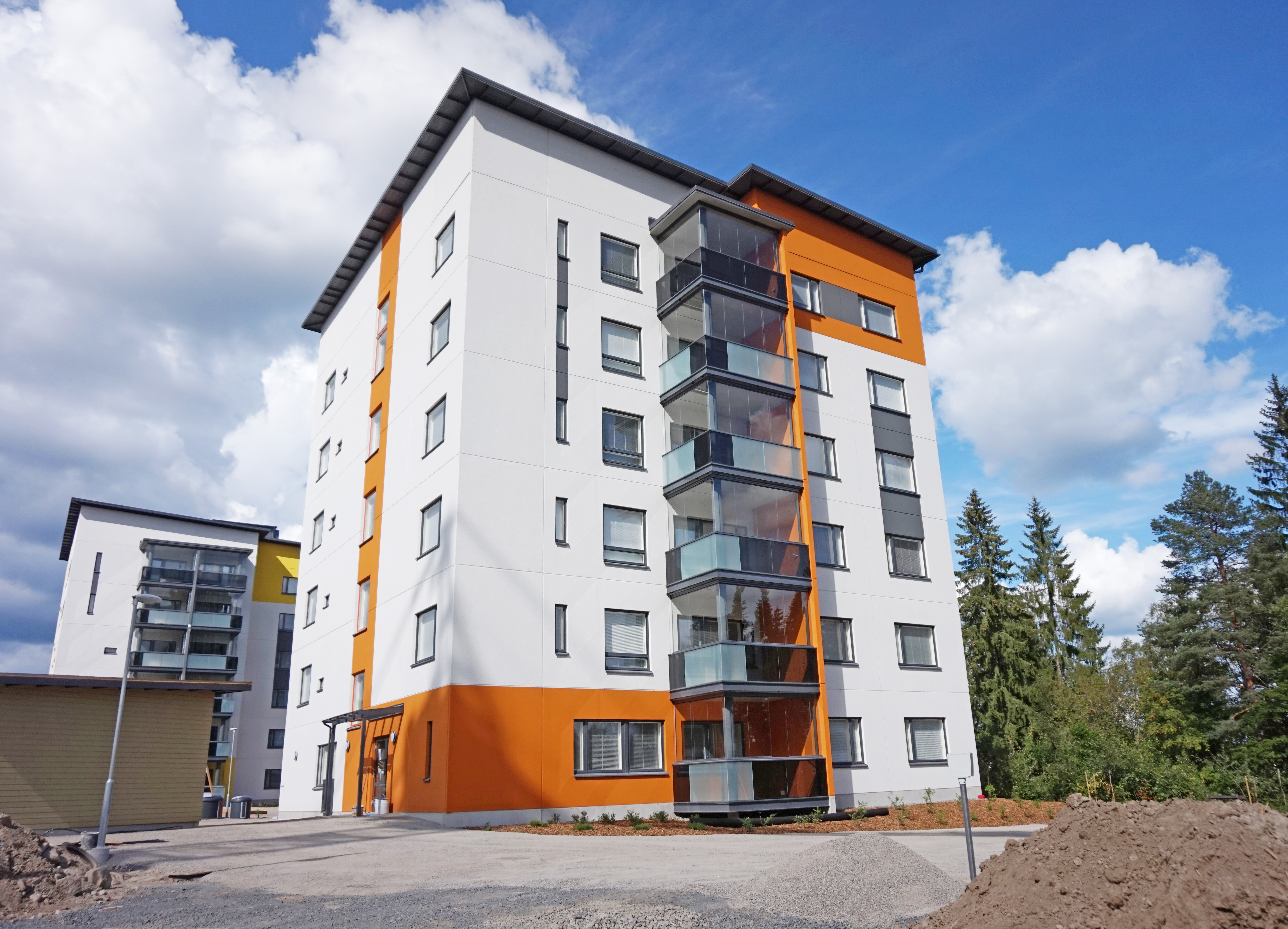
Mannisenrinne 11.